# Xã Scott, Quận Stevens, Minnesota
Xã Scott (tiếng Anh: Scott Township) là một xã thuộc quận Stevens, tiểu bang Minnesota, Hoa Kỳ. Năm 2010, dân số của xã này là 144 người.